# Imeria laminata
Imeria laminata är en stekelart som först beskrevs av Joseph Augustine Cushman 1922.  Imeria laminata ingår i släktet Imeria och familjen brokparasitsteklar. Utöver nominatformen finns också underarten I. l. makassariensis.